# フラマトム
フラマトム (Framatome) は、フランスの原子炉メーカー。旧フラマトムを母体にシーメンスの原子力部門が統合されフラマトムANP (Framatome ANP)となり、アレヴァに買収された後はアレヴァNPとなったが、再びフラマトムに改称された。
フランスの原子力複合企業のアレヴァグループの一員であったが、アレヴァの経営破綻により、2018年1月4日にフラマトムとして再びスピンオフされた。出資比率は、フランス電力 (EDF) 75.5％、三菱重工 19.5%、アシステム 5%。
本社はパリに置かれている。

## 歴史
フラマトムは、当初アメリカ合衆国ウェスチングハウス (WH) の加圧水型原子炉技術を導入した。持株比率はWH45%、フランスの兵器メーカークルーゾ・ロワール51%であった。
1975年、フランス原子力庁 (CEA) やフランス企業が出資しフランス資本化された。
2001年1月、以前から合弁事業を進めていたドイツのジーメンスの原子力部門と合併してフラマトムANPとなった。持株比率はフラマトム66%、ジーメンス34%。さらにCEA傘下の核燃料メーカー国営企業コジェマ（現 アレヴァNC）を含めた3社間での提携も進んだ。
2001年9月、コジェマ、CEAの持株会社CEAアンデュストリなどとともに整理統合され、新設された持ち株会社アレヴァの傘下となった。その後、社名はアレヴァNPとなった。
2006年頃から三菱重工との提携を進め、日立‐GE連合（GE日立ニュークリア・エナジー）、東芝 (WHを買収) に対抗しつつある。
2009年、三菱原子燃料に出資、株式の30%を保有している。
2017年、親会社のアレヴァの経営破綻により、原子炉部門アレヴァNPはフランス電力へと売却された。同年、アメリカの大手原子炉メーカーウェスチングハウス・エレクトリック・カンパニーも経営破綻している。
2018年1月4日、アレヴァNPは新生フラマトムとなった。